# Neriene emphana
Neriene emphana là một loài nhện trong họ Linyphiidae sinh sống ở phía tây miền Cổ bắc.
Những con cái dài 6 mm, con đực dài 5,6 mm. Mai có màu nâu sáng đến màu be. Bụng là nhợt nhạt, gần như trắng. Có một sọc màu be và hai hoặc ba sọc màu xám đen tối. Các chân có màu xanh lá cây hoặc màu nâu. Loài này sinh sống trong bụi rậm và cây cối.

## Hình ảnh

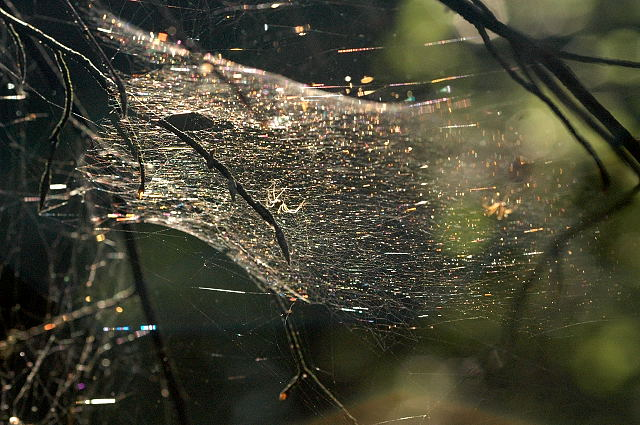